# Castañares de Rioja
Castañares de Rioja – gmina w Hiszpanii, w prowincji La Rioja, w La Rioja, o powierzchni 10,91 km². W 2011 roku gmina liczyła 474 mieszkańców.